# Équipe de Slovénie de curling
L'équipe de Slovénie de curling est la sélection qui représente la Slovénie dans les compétitions internationales de curling.
En 2017, l'équipe nationale est classé comme nation numéro 34 chez les hommes et 31 chez les femmes.

## Historique
Le Zalog ice rink à Ljubljana est la patinoire équipée pour pratiquer le curling avec son club
En 2016, la Slovénie a accueilli la phase de championnats d'Europe de la division C.

## Palmarès et résultats

### Palmarès masculin
Titres, trophées et places d'honneur
- Championnats du monde Hommes 
  - aucune participation
- Championnats d'Europe Hommes - Division B depuis 2015 (3 participation(s))
  - Meilleur résultat : Quarts de finale en 2015

### Palmarès féminin
Titres, trophées et places d'honneur
- Championnats du monde Femmes
  - aucune participation
- Championnats d'Europe - Division B depuis 2013 (1 participation(s))
  - Meilleur résultat : 10ème pour : Championnats d'Europe Femmes - Division B - Round Robin

### Palmarès mixte
Titres, trophées et places d'honneur
- Championnat du Monde Doubles Mixte depuis 2015 (2 participation(s))
  - Meilleur résultat : 6ème pour : Championnat du Monde Doubles Mixte - Groupe E